# فاطمة بنت محمد الفهرية
فاطمة بنت محمد الفِهْرية القُرَشية هي امرأة قيروانية مسلمة، لُقبت بأم البنين، تعود أصولها إلى ذرية عقبة بن نافع الفهري القرشي فاتح تونس ومؤسس مدينة القيروان. وهي شخصية تاريخية خالدة في ذاكرة مدينة القيروان وتونس، ومدينة فاس في المغرب، والتاريخين التونسي والمغربي، أسست مع شقيقتها مريم الفهرية جامعة القرويين في المغرب عام 859 م، وتعد من بين أقدم الجامعات في العالم، توفيت فاطمة حوالي عام 266ھ (878 م).

## التاريخ
يُعتقد أن فاطمة الفِهرية قد وُلِدَت عام 800 ميلاديًّا، وهاجرتْ من القيروان عاصمة إفريقية، إلى فاس عاصمة الأدارسية في المغرب الأقصى (المملكة المغربية حالياً). وأسستْ مسجدًا تحول تدريجيًا إلى جامعة تُدَرس العلوم بشتى أنواعِها، وتُخرِّجُ كبارَ العلماء، ووصل إشعاعها إلى أوروبا في القرون الوسطى. إذ ذُكرت فاس المدينة التاريخية التي أسسها إدريس الثاني في عهد الدولة الإدريسية، وذُكر جامع القرويين وجامعة القرويين نسبة إلى المهاجرين من القيروان، الذين سكنوا أحد أكبر أحياء فاس في أول عهدِها وهو عدوة القرويين. وكان من بين هؤلاء المهاجرين فاطمة بنت محمد الفهرية التي قدِمتْ من تونس إلى عاصمة الدولة الإدريسية مع والدها الفقيه القيرواني محمد بن عبد الله الفهري وأختِها مريم في أيام الأمير يحيي بن محمد بن إدريس.
نزحت فاطمة الفهرية مع العرب النازحين من مدينة القيروان موطنها الأصلي إلى أقصى المغرب ونزلت مع أهل بيتها في عدوة القرويين زمن حكم إدريس الثاني، حتى تزوجت هناك. ولم يمض زمن طويل حتى توفي والدها وزوجها فورثت عن والدها ثروة طائلة شاركتها فيها أخت لها هي مريم بنت محمد الفهري التي كانت تكنى بأم القاسم.
ولا تسعفنا المصادر التاريخية القليلة بذكر الكثير من التفاصيل عن حياة فاطمة، سوى ما ذكره المؤرخ ابن أبي زرع الذي عاش في القرن الرابع عشر ميلادي، خاصة وأن القرويين تعرض إلى حريق كبير عام 1323م قضى على كل الوثائق المحفوظة فيه.
كان والدها ضمن المهاجرين، وهو رجل تونسي عربي من القيروان اسمه محمد بن عبد الله الفهري، كان ذا مال عريض وثروة طائلة، ولم يكن له من الأولاد سوى بنتين هما: فاطمة ومريم، أحسن تربيتهما واعتنى بهما حتى كبرتا. فلما مات ورثته ابنتاه ورأتا ضيق المسجد بالمصلين أحبتا أن تخلدا ذكر والديهما بخير ما درج عليه المسلمون باتخاذ المساجد سلماً للمجد. عمدت فاطمة الفهرية إلى مسجد القرويين فأعادت بناءه مما ورثته من أبيها في عهد دولة الأدارسة في رمضان من سنة 245هـ، وضاعفت حجمه بشراء الحقل المحيط به من رجل من هوارة، وضمت أرضه إلى المسجد، وبذلت مالاً جسيماً برغبة صادقة حتى اكتمل بناؤه في صورة بهية وحلية رصينة.
وتلتحم سيرة فاطمة الملقبة بأم البنين بمسيرة بناء هذا المسجد الذي عرف فيما بعد بمسجد القرويين، ويقول المؤرخ التونسي حسن حسني عبد الوهاب في كتابه «شهيرات التونسيات» الذي ألفه في العشرينات من القرن الماضي حول الطريقة التي سلكتها في بنائه، إنها: «التزمت أن لا تأخذ التراب وغيره من مادة البناء إلا من نفس الأرض التي اشترتها دون غيرها فحفرت كهوفا في أعماقها وجعلتْ تستخرج الرمل الأصفر الجيد والجص والحجر لتبني به تحريًا منها أن لا تدخل شبهة في تشييد المسجد». وتتواتر الروايات التاريخية في ذكر صوم فاطمة طوال فترة بناء المسجد التي امتدتْ إلى سنة 263 هجري /876م (حوالي 18 سنة). وتوفيت فاطمة الفهرية بعد ذلك بسنوات قليلة، بين عامي 878 و880م.
ويذكر الدكتور عبد الهادي التازي، في رسالته لنيل الدكتوراه، أن «حفر أساس مسجد القرويين (جاءت تسمية القرويين نسبة إلى موطنها القيروان تونس) والأخذ في أمر بنائه الأول كان بمطالعة العاهل الإدريسي يحيى الأول، وأن أم البنين فاطمة الفهرية هي التي تطوعت ببنائه وظلت صائمة محتبسة إلى أن انتهت أعمال البناء وصلت في المسجد شكرا لله».

## بناء المسجد
لم تزل فاطمة تفكر في أمر إنفاق المال الوفير حتى انتهت إلى العزم على بناء مسجد يكون صدقة جارية لها بعد موتها، وصلة ببنيها مع أهل الدنيا، وليظل عملها بعد موتها مستمرًا. عمدت فاطمة إلى مسجد القرويين فأعادت بناءه في عهد دولة الأدارسة، وضاعفت مساحته بشراء الحقل المحيط به ضمت أرضه إلى المسجد، وبذلت مالًا كثيرًا برغبة صادقة حتى اكتمل بناؤه في صورة بهية وحلية رصينة. وتذكر المراجع التاريخية أن فاطمة الفهرية هي التي تطوعت ببنائه وظلت صائمة ونذرت ألا تفطر يوما حتى ينتهي العمل فيه.
ومن بين ما ترويه كتب التاريخ عن فاطمة انها عقدت العزم على ألا تأخذ ترابًا أو مواد بناء من غير الأرض التي اشترتها بحر مالها، وطلبت من عمال البناء أن يحفروا حتى أعماق الأرض يستخرجون من أعماقها الرمل الأصفر الجديد والأحجار والجص ليستخدموه في البناء. بدأ الحفر في صحنه لإنشاء بئر من أجل شرب البنائين، ولاستخدامه في أعمال البناء. ثم عمدت بعد ذلك إلى حفر بناء أساس وجدران المسجد وقامت بنفسها بالاشراف عليه، فجاء المسجد فسيح الأرجاء محكم البناء وكأن فاطمة عالمة بأمور البناء وأصول التشييد، لما اتصفت به من مهارة وحذق؛ فبدا المسجد في أتم رونق، وأزهى صورة، وأجمل حال وزخرف. وكان ذلك أول رمضان سنة 245 من الهجرة. وعند إتمام البناء، صلت فاطمة صلاة شكر لربها على فضله وامتنانها لكريم رزقه وفيض عطائه الذي وفقها لبناء هذا الصرح الذي عرف بمسجد القرويين نسبة لموطنها القيروان.
وقال عنها عبد الرحمن ابن خلدون «فكأنما نبهت عزائم الملوك بعدها». ولا زال جامع القرويين إلى جوار جامع الأندلس الذي بنته شقيقتها مريم الفهرية يؤديان دورًا رائدًا في نشر الإسلام والعلوم في المغرب ثم نحو أوروبا. وأصبح جامع القرويين الشهير أول معهد ديني وأكبر كلية عربية في بلاد المغرب الأقصى. وبذلك كانت فاطمة بنت محمد الفهري القيرواني هي مؤسسة أول جامعة في العالم وهي جامعة القرويين، وماتت السيدة فاطمة نحو 265 -878م.
وكان تصميم القرويين مربعًا على نحو ما عرف في معظم المساجد الأولى إلا أن تربيعه لم يكن تامًا، ويبلغ طوله مائة وخمسين شبرًا (أي حوالي 1600 مترٍ مربعٍ). ويذكر الشيخ محمد المنتصر بالله الكتاني في كتابه «فاس عاصمة الأدارسة» أنه "وعلى مر الدهور والأعوام تنافس الملوك والدول في توسيع بنائه ورصد الأموال للقيام به، فزاد فيه أيام الدولة الزناتية أميرُها أحمد بن أبي بكر من خمس الغنائم عام 345، وزاد فيه أيام الدولة المرابطية علي بن يوسف بن تاشفين، ثم لم يزل يوسع، ويجدد، وتزداد أوقافه، أيام دولة الموحدين ودولة المرينيين.. إلى أيام دولتنا العلوية الحاضرة ".
ويقول الباحث عبد الهادي التازي في كتابه «جامع القرويين: المسجد والجامعة بمدينة فاس» إن حيازة جامع القرويين لأوقاف جعلته مستقلاً ماليًا عن خزينة الدولة، بل أن الدولة اقترضت في مراحل تاريخية مختلفة من خزينة جامعة القرويين التي أفاضت منها على سائر مساجد فاس، وسَرَتْ أوقافها الزائدة حتى المسجد الأقصى بالقدس، وحتى الحرميْن الشريفين في مكة المكرمة والمدينة المنورة. وبفضل القرويين، وصف المؤرخ عبد الواحد المراكشي مدينة فاس في القرن السادس في كتابه «المعــجــب في تلخيص أخبار المغرب» فقال "ومدينة فاس هي حاضرة المغرب في وقتنا هذا، وموضع العلم فيه؛ اجتمع فيها علم القيروان وعِلم قرطبة".

## الجامعة
ويعتقد الكثير من المؤرخين أن مسجد القرويين أصبح جامعةً بداية من عام 877 م - حسب موسوعة غينيس - وذلك بفضل دروس العلم التي كانت تنتظم في حرَمِه في وقت مُبكر بعد تأسيسه. لكن البعض الآخر يرى أنه تحول إلى جامعة حقيقية بداية من عصر المرابطين (القرن 5 هـ/11م)[محل شك]، وزاد إشعاعُه في عهد الدولة المرينية خلال القرن 14، والتي اتخذت من فاس عاصمة لها بدل مراكش. فبُنيت العديد من المدارس حوله، وعُزّز الجامع بالكراسي في شتى أصناف العلوم كالفقه، والأدب، والرياضيات، والفلك، وغيرها. وقد ذكر الكتاني في كتابه المشار إليه ما يزيد عن عشرين مدرسةً من المدارس التي أسست كفروع للقرويين في فاس. كما اشتهرتْ جامعة القرويين بمكتبتها التي أنشئتْ كذلك في العصر المريني وضُمت إليها فيما بعد مكتبة السلطان الـمُوحدي يوسف بن عبد المؤمن لتضاهي مكتبة قرطبة التي كانت تحوي ما يزيد عن 600 ألف مجلدٍ من الكتب. هذا وقد توفت فاطمة الفهرية حوالي 265هـ /878 م.
وتصنف جامعة القرويين على أنها أقدمُ جامعة في العالم، فهي تسبق جامعات أوروبا بحوالي قرنيْن من الزمن، فقد تأسست أول جامعة في أوروبا وهي المدرسة الطبية بساليرن في صقلية جنوب إيطاليا عام 1050م على يد الطبيب قسطنطين الإفريقي (التونسي)، ثم تأسست جامعة بولونيا للحقوق، ثم جامعة باريس عام 1200م. وتدل القوائم الطويلة للفقهاء، والشعراء، وعلماء الفلك والرياضيات، ممن جاؤوا من بلدان مختلفة لطلب العلم في جامعة القرويين على الصيت الذي كانت تتمتع به الجامعة. فمن بين هؤلاء؛ المؤرخ عبد الرحمن بن خلدون المولود بتونس، وهو صاحب كتاب العِبر ومؤسَّسُ عِلم الاجتماع الحديث، وأبو الوليد بن رشد الطبيب والفيلسوف المعروف، والطبيب الأندلسي موسى بن ميمون، والإدريسي أشهر الجغرافيين العرب والمسلمين، وعالم الرياضيات والفلك الشهير ابن البنَّاء المراكشي، وابن غازي المكناسي عالِم القراءات والرياضيات، وبابا الفاتيكان سيلفستر الذي تُنسب إليه عملية نقل الأرقام العربية إلى أوروبا، وغيرهم كثير.

## أقدم مكتبة في العالم
أنشأت فاطمة الفهري إحدى أقدم المكتبات في العالم في جامعة القرويين. خضعت المكتبة مؤخراً للترميم وأعيد فتحها للجمهور في أيار (مايو) 2016. تحتوي المكتبة على أكثر من 4000 مخطوطة تشمل مخطوطات للقرآن الكريم من القرن التاسع الميلادي ومجموعة من أقدم مخطوطات كتب الأحاديث النبوية.